# Nationalparks am Turkana-See
Nationalparks am Turkana-See ist eine von der UNESCO gelistete Stätte des Weltnaturerbes in Kenia. Die serielle Welterbestätte umfasst drei Nationalparks am und im Turkana-See.

## Hintergrund
Der Turkana-See, früher Rudolfsee genannt, liegt im Ostafrikanischen Graben und ist der zweitgrößte Binnensee in Kenia. Er ist in Nord-Süd-Richtung etwa 250 Kilometer lang, in Ost-West-Richtung maximal knapp 50 Kilometer breit und hat eine Fläche von 6405 Quadratkilometern. Als Endsee hat er keinen Abfluss und verliert durch Verdunstung mehr Wasser als ihm zugeführt wird. Dadurch sinkt sein Wasserspiegel allmählich, und er versalzt immer mehr.
Die Region um den Turkana-See gehört zu den schwach besiedelten und abgelegenen Teilen Kenias. Dadurch hat sich hier ein artenreiches Ökosystem erhalten. Der Turkana-See ist unter anderem eines der wichtigsten Brutgebiete der Nilkrokodile in Afrika. Der See und seine Umgebung bildet eine wichtige Zwischenstation für Zugvögel. Mit Koobi Fora liegt an dem See auch eine der wichtigsten Fundstätten homininer Fossilien von Ostafrika, in der 1972 der Homo rudolfensis entdeckt wurde.

## Einschreibung
1997 wurden aufgrund eines Beschlusses der 21. Sitzung des Welterbekomitees der Sibiloi-Nationalpark und der Nationalpark Central Island in die Liste des UNESCO-Welterbes aufgenommen. Auf der 25. Sitzung des Welterbekomitees wurde die Welterbestätte um den Nationalpark South Island erweitert und erhielt die Bezeichnung Nationalparks am Turkana-See.
Die Eintragung erfolgte aufgrund der Kriterien (ix) und (x).

„Kriterium (ix): Die geologischen und fossilen Zeugnisse repräsentieren wichtige Etappen der Erdgeschichte, einschließlich der Zeugnisse des Lebens, das sich in den Entdeckungen der Hominiden widerspiegelt, und der jüngsten geologischen Prozesse, die durch vulkanische Erosion und sedimentäre Landformen repräsentiert werden. Die wichtigsten geologischen Merkmale dieser Gegend stammen aus dem Pliozän und Holozän mit einem Alter von 4 Millionen bis 10.000 Jahren. ... Die Lagerstätten von Koobi Fora enthalten vormenschliche, Säugetier-, Mollusken- und andere fossile Überreste und haben mehr zum Verständnis der menschlichen Abstammung und der paläozänen Umwelt beigetragen als jede andere Stätte auf der Welt.“

„Kriterium (x): Die Stätte zeichnet sich durch vielfältige Lebensräume aus, die sich aus den ökologischen Veränderungen im Laufe der Zeit ergeben haben und von Land-, Wasser-, und Wüstenlandschaft bis hin zu Graslandschaften reichen, und wird von einer vielfältigen Fauna bewohnt. Die In-situ-Erhaltung innerhalb der Schutzgebiete umfasst bedrohte Arten, insbesondere die Netzgiraffen, Löwen und Grevyzebras, und es wurden über 350 Arten von Wasser- und Landvögeln erfasst. In den Inselparks brüten das Nilkrokodil, das amphibische Flusspferd und mehrere Schlangenarten. Darüber hinaus ist der See eine wichtige Flugpassage und Zwischenstation für paläarktische Zugvögel, wobei der South Island Park auch als wichtiges Vogelgebiet im Rahmen von BirdLife International ausgewiesen wurde. Das Schutzgebiet um den Turkana-See bietet ein großes und wertvolles Labor für die Untersuchung von Pflanzen- und Tiergemeinschaften.“

## Umfang

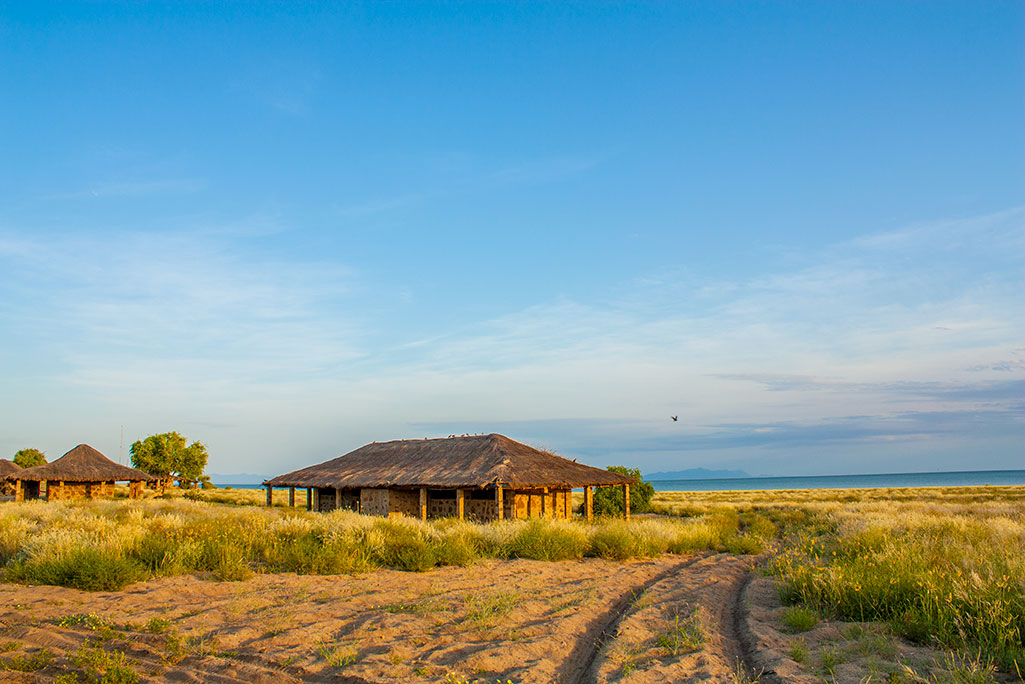
Koobi Fora im Sibiloi-Nationalpark

Die Welterbestätte umfasst drei voneinander getrennte Bereiche und hat insgesamt eine Fläche von 161.485 Hektar. Die Nationalparks, die die Welterbestätte bilden, sind:
- der Sibiloi-Nationalpark, gegründet 1973, Größe 157.085 ha, eine aride Halbwüste am Ostufer des Nordteils des Sees (Lage),
- der Nationalpark Central Island, Größe 500 ha, eine vulkanische Insel im Mittelteil des Sees (Lage), und
- der Nationalpark South Island, Größe 3.900 ha, eine Insel im Südteil des Sees (Lage), die größte Insel des Sees.

## Gefährdung
Etwa 90 % seines Wassers bezieht der Turkana von seinem größten und einzigen ganzjährig Wasser führenden Zufluss, dem Omo. Durch den Bau der Talsperre Gilgel Gibe III in Äthiopien ist der regelmäßige Wasserzufluss für den See bedroht. Weitere Umweltbedrohungen für den Turkana-See könnten sich aus dem Kuraz Sugar Development Project, einem Projekt Äthiopiens für eine Zuckerindustrie am Omo, und durch das LAPSSET-Korridorprojekt, einem Verkehrsprojekt Kenias, ergeben, das unter anderem ein Resort am Turkanasee vorsieht. Das Welterbekomitee sieht dadurch die herausragende universelle Bedeutung der Stätte bedroht und hat deswegen auf seiner 42. Sitzung 2018 die Nationalparks am Turkana-See in die Liste des gefährdeten Welterbes aufgenommen.